# Mitsubishi Space Wagon
Mitsubishi Space Wagon — минивэн компании Mitsubishi, выпускавшийся с 1983 по 2004 год.
На родине в Японии известен как Mitsubishi Chariot. Также продавался как Mitsubishi Nimbus и Mitsubishi Expo. В северной америке выпущен под местными брендами как Dodge Colt Vista Wagon и Plymouth Colt Vista Wagon. В Канаде продавался под именем Eagle Vista Wagon. Производился по лицензии как Hyundai Santamo и Mitsubishi Savrin (на заводе на Тайване).
Базовый концепт-кар SSW был показан в 1979 году на Токийском автосалоне.
- Первое поколение.
- Второе поколение.
- Третье поколение.